# Polycheria osborni
Polycheria osborni är en kräftdjursart som beskrevs av William Thomas Calman 1898. Polycheria osborni ingår i släktet Polycheria och familjen Dexaminidae. Inga underarter finns listade i Catalogue of Life.